# Red Bull TV
Red Bull TV és un canal multiplataforma global propietat de Red Bull GmbH, distribuït digitalment en televisors connectats, telèfons intel·ligents, tauletes i al seu lloc web. El canal està disponible de forma global i gratuïta. Red Bull TV retransmet en directe un munt de programes d'esports d'aventura que van des de l'UCI Mountain Bike World Cup de ciclisme de muntanya fins a les Red Bull Cliff Diving World Series.